# المصلوبة (الحديدة)

تعديل مصدري - تعديل

المصلوبه هي إحدى قرى مديرية المغلاف، التابعة لمحافظة الحديدة اليمنية، بلغ تعداد سكانها 2099 نسمة حسب الإحصاء الذي أجري عام 2004.